# Margarita López Llull
Margarita López Llull (Campos, 3 de desembre de 1997) és una ciclista de competició mallorquina que actualment forma part del Lviv Cycling Team, de l'UCI Women's Team. Amb anterioritat competí amb el Bizkaia-Durango (el 2016) i el Health Mate–Cyclelive Team (el 2019).